# Ripper

Ripper (pt: O Regresso do Estripador / br: Ripper - Mensageiro do Inferno) é um filme de terror inglês-canadense de 2001, dirigido por John Eyres e escrito por Pat Bermel. 
Teria uma continuação em 2004 (Ripper 2: Letter from Within), mas sem nenhum ator do elenco original.

## Sinopse
No dia de seu aniversário de 16 anos, Molly Keller (A. J. Cook), torna-se a única sobrevivente de um violento massacre ocorrido numa pacífica ilha de férias onde estava com seus amigos. Traumatizada pelo fato, Molly direcionou toda a sua vida a pesquisar a psique dos serial killers, o que a levou ao programa de ciência na Universidade de Berkeley, orientado pelo famoso autor e caçador humano, professor Martin Kane (Bruce Payne). 
Mas, por incrível que pareça, o mesmo assassino que matou seus amigos no passado, parece estar de volta, desta vez no campus da universidade, obrigando-a a, com o auxilio de novos amigos, investigar os crimes. Descobrem que o modo de agir do assassino é semelhante ao de outros crimes não resolvidos em Londres: os de Jack - O Estripador. Agora, enquanto Molly luta para descobrir a identidade do assassino, novamente, um a um de seus amigos vão sendo eliminados. 

## Elenco
- A. J. Cook — Molly Keller
- Bruce Payne — Marshall Kane
- Ryan Northcott — Jason Korda
- Claire Keim — Chantal Etienne
- Derek Hamilton — Eddie Sackman
- Daniella Evangelista — Mary-Anne Nordstrom
- Emmanuelle Vaugier — Andrea Carter
- Kelly Brook — Marisa Tavares
- Jurgen Prochnow — Detetive Kelso
- Courtenay J. Stevens — Aaron Kroeker